# Siris (Sardaigne)
Pour les articles homonymes, voir Siris.
Siris est une commune de la province d'Oristano, dans la région Sardaigne,  en Italie.

## Administration
| Période                                  | Période  | Identité     | Étiquette | Qualité |
| ---------------------------------------- | -------- | ------------ | --------- | ------- |
| 30 mai 2006                              | En cours | Marco Floris |           |         |
| Les données manquantes sont à compléter. |          |              |           |         |

### Communes limitrophes
Masullas, Morgongiori, Pompu.

### Évolution démographique
Habitants recensés